# Palczatek
Palczatek (Dactylomys) – rodzaj ssaków z podrodziny kolczaków (Echimyinae) w obrębie rodziny kolczakowatych (Echimyidae).

## Rozmieszczenie geograficzne
Rodzaj obejmuje gatunki występujące w Kolumbii, Wenezueli, Ekwadorze, Peru, Brazylii i Boliwii.

## Morfologia
Długość ciała (bez ogona) 240–315 mm, długość ogona 320–410 mm; masa ciała 325–600 g.

## Systematyka
Rodzaj zdefiniował w 1838 roku francuski zoolog Isidore Geoffroy Saint-Hilaire w artykule zatytułowanym Gryzonie kolczaste, opublikowanym w czasopiśmie „L’Écho du Monde Savant et l’Hermès”. Gatunkiem typowym jest (oryginalne oznaczenie) palczatek amazoński (D. dactylinus).

### Etymologia
- Dactylomys (Dactylinus): gr. δακτυλος daktulos ‘palec’; μυς mus, μυος muos ‘mysz’[9].
- Lachnomys: gr. lakhnos wełna’[10]; μυς mus, μυος muos ‘mysz’[11]. Gatunek typowy (oryginalne oznaczenie): Dactylomys peruanus J.A. Allen, 1900.

### Podział systematyczny
Do rodzaju należą następujące gatunki:
| Grafika | Gatunek                | Autor i rok opisu      | Nazwa zwyczajowa      | Podgatunki         | Rozmieszczenie geograficzne | Podstawowe wymiary                              | Status IUCN |
| ------- | ---------------------- | ---------------------- | --------------------- | ------------------ | --- | ----------------------------------------------- | ----------- |
|         | Dactylomys dactylinus  | (A.G. Desmarest, 1817) | palczatek amazoński   | 3 podgatunki       | Nizina Amazonki w południowo-wschodniej Kolumbii, południowej Wenezueli, wschodnim Ekwadorze, północno-wschodnim Peru, północno-zachodniej Boliwii i Brazylii; zakres wysokości: 0–300 m n.p.m.   | DC: około 31 cm DO: około 39 cm MC: do 325 g    | LC          |
|         | Dactylomys boliviensis | H.E. Anthony, 1920     | palczatek boliwijski  | gatunek monotypowy | południowo-zachodnia część Niziny Amazonki, od środkowego Peru na południe do środkowej Boliwii, na wschód do zachodniej Brazylii (środkowy bieg rzeki Juruá; zakres wysokości: 200–1000 m n.p.m. | DC: 27–29 cm DO: około 41 cm MC: do 600 g       | LC          |
|         | Dactylomys peruanus    | J.A. Allen, 1900       | palczatek peruwiański | gatunek monotypowy | wschodniej andyjskie zbocza od środkowego Peru do zachodniej Boliwii; zakres wysokości: 1000–3000 m n.p.m.                                                                                        | DC: około 24 cm DO: około 32 cm MC: brak danych | DD          |

Kategorie IUCN:  LC  – gatunek najmniejszej troski,  DD  – gatunki o nieokreślonym stopniu zagrożenia.